# كريس وليامز (لاعب كرة قدم أمريكية)
كريس وليامز (بالإنجليزية: Chris Williams)‏ هو لاعب كرة قدم أمريكية أمريكي، ولد في 26 أغسطس 1985 في غلين ‏ في الولايات المتحدة.

## وصلات خارجية
- كريس وليامز على موقع مرجع كرة القدم المحترفة.كوم (الإنجليزية)